# Cuvieronius hyodon
El mastodonte de las cordilleras (Cuvieronius hyodon) fue un mamífero proboscídeo extinto de la familia Gomphotheriidae y del género Cuvieronius que vivió en el Pleistoceno de América del Sur, siendo la única especie de dicho género en habitar en ese subcontinente. Su tamaño era similar al elefante indio actual.

## Taxonomía
Este taxón ha sufrido constantes revisiones y reclasificaciones. La especie fue descrita originalmente por Johann Fischer von Waldheim (1771-1853) en el año 1814.
Georges Cuvier ya había definido a la especie en el año 1806 como Mastodonte humboldien, gracias a un molar deciduo proveniente de su localidad tipo: «La Concepción du Chilí, par les 37° de latitude sud» colectado por Alexander von Humboldt.

## Distribución
Cuvieronius hyodon se originó en América del Norte, y llegó a Sudamérica durante el Gran Intercambio Americano. Esta migración hacia el sur la hizo a través de la ruta de las cordilleras centroamericanas, hacia los Andes. Ya en Sudamérica se dispersó por altitudes bajas y medias, y se adaptó mejor a las condiciones climáticas templado-frías. 
Habitaba especialmente en las laderas de la Cordillera de los Andes o en áreas montañosas próximas a esta, desde América Central, hasta el sur chileno, con registros en Guatemala, El Salvador, Costa Rica, Colombia, Ecuador, Perú, Bolivia, Chile, y el occidente de la Argentina.
En México, Cuvieronius hyodon ha sido encontrado en la Localidad “Barranca de San Mateo Huexoyucán”, Tlaxcala.
Esta fue la especie de proboscídeo que alcanzó a vivir en las latitudes más australes a nivel mundial, en la isla Grande de Chiloé.

### Localidades
Guatemala
- Estanzuela, Zacapa

Bolivia
- Tarija.[12]
- Padilla

Chile.
- Oficina Salitrera Primitiva, cerca de Pisagua, Tarapacá
- Entre Rinconada y Cabrería (Pintados, Iquique),
- Paredones, 15 km al norte del pueblo, entre El Quillay y El Maqui,
- Limahuida (en las márgenes del río Choapa)
- Compañía Minera El Roble, Región Metropolitana de Santiago
- Lagunillas (Valparaíso)
- Casablanca
- San Pablo de Tramalhué (Osorno)
- Río Bueno (Valdivia),
- Chacabuco
- Chillán
- Parral (Cauquenes),
- Catapilco (La Ligua, Aconcagua),
- Tierras Blancas (La Ligua, Aconcagua),
- San Vicente de Tagua Tagua en la provincia de Cachapoal, Región del Libertador General Bernardo O'Higgins,
- Alto de Boroa, Región de la Araucanía,[14]
- Sitio Quereo I (Quebrada Quereo) (Los Vilos, provincia de Choapa, Región de Coquimbo), del Pleistoceno tardío-Holoceno temprano (entre 11 600 a 11 400 años).
- Monte Verde
- Chiloé

Colombia
- Yumbo, Valle del Cauca

México
- Barranca de San Mateo Huexoyucán[10]

## Características

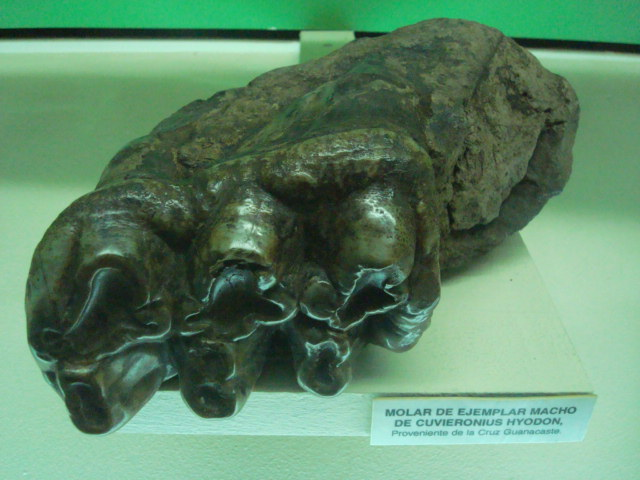
Molar de Cuvieronius hyodon hallado en el cantón de La Cruz, Guanacaste, y conservado en el Museo Nacional de Costa Rica.

Cuvieronius hyodon medía unos 2,7 metros de alto y lucía en general similar a los elefantes modernos, excepto por su cráneo, que es más bajo y alargado. También difiere en las defensas, pues presentan sección subcircular, una banda de esmalte en torsión helicoidal. La región alveolar de la sínfisis mandibular es muy divergente, no paralela, y el patrón de desgaste se produce exclusivamente en la forma de «trébol simple».

## Hábitos y causas de su extinción
Era un animal de dieta herbívora mixta. Análisis de isótopos estables sobre restos de ejemplares de la especie recogidos en Chile mostraron una dieta dominada por vegetales del tipo C3: árboles, arbustos, y frutas. Se habría alimentado en pequeños grupos en áreas de selvas y bosques templados o templado-fríos en espacios montañosos, siempre atentos al peligro que representaban los variados predadores carnívoros, los que predarían en especial sobre las crías. 
Se ha datado su presencia con el método del carbono-14 con fechas tan recientementes como hace 6060 años AP en Yumbo, Valle del Cauca, en Colombia.
Otros restos recientes datan de hace 9100 años AP en Monte Verde, Chile.
Fue parte de la gran extinción de megafauna americana, en la cual, hace 10 000 años, un gran número de animales de grandes dimensiones se extinguieron al fin de la última glaciación.
Vivió hasta el final del Pleistoceno o el Holoceno temprano, por lo que convivió durante algunos milenios con las primeras oleadas humanas llegadas a América del Sur, es decir los primitivos amerindios. Estos, según lo que detectaron los especialistas en sitios arqueológicos, ejercieron una presión cazadora que podría haber afectado su equilibrio poblacional, lo que podría ser una de las causas de su extinción. Esto fue detectado, por ejemplo, en Chile, donde se exhumaron restos de Cuvieronius hyodon claramente asociados con presencia humana:

«El sitio también produjo 38 piezas pequeñas de tejido de la piel y del músculo, algunos aún preservados sobre huesos de Cuvieronius. Piezas de piel también fueron recuperadas de áreas de fogata, pisos de la vivienda y restos de estructuras de madera. Algunas piezas aún estaban sujetas a postes de madera, lo que sugiere la posible presencia chozas ocultas con envoltorios. Análisis patológicos y de otros tipos de estas piezas sugieren que éstas eran también de un proboscídeo.»